# Rowen Muscat
Rowen Muscat (Birkirkara, 5 de junio de 1991) es un futbolista maltés que juega en la demarcación de centrocampista para el Valletta F. C. de la Challenge League Maltesa.

## Selección nacional
Tras jugar con la selección de fútbol sub-21 de Malta, finalmente debutó con la selección absoluta el 14 de noviembre de 2012. Lo hizo en un partido amistoso contra Liechtenstein que finalizó con un resultado de 0-1 a favor del combinado maltés tras el gol de Jonathan Caruana.

### Goles internacionales
| # | Fecha                 | Estadio                                    | Oponente   | Gol | Resultado | Competición                         |
| - | --------------------- | ------------------------------------------ | ---------- | --- | --------- | ----------------------------------- |
| 1 | 14 de octubre de 2018 | Estadio Olímpico de Bakú, Bakú, Azerbaiyán | Azerbaiyán | 0-1 | 1–1       | Liga de Naciones de la UEFA 2018-19 |

## Clubes
| Club             | País    | Año       | Partidos | Goles |
| ---------------- | ------- | --------- | -------- | ----- |
| Birkirkara F. C. | Malta   | 2009-2014 | 125      | 5     |
| Dunaújváros PASE | Hungría | 2014-2015 | 10       | 1     |
| Birkirkara F. C. | Malta   | 2015-2016 | 28       | 0     |
| FC Pavia         | Italia  | 2016      | 9        | 0     |
| Birkirkara F. C. | Malta   | 2016-2017 | 9        | 0     |
| Valletta F. C.   | Malta   | 2017-     | 135      | 4     |